# Nachal Dišon
Nachal Dišon (hebrejsky: נחל דישון) je vádí v Izraeli, v Horní Galileji.
Pramení na severních úbočích masivu Har Meron, západně od vrchu Har Sifsof a vesnice Kfar Chošen. Směřuje pak k severu a postupně se zařezává do okolního terénu, přičemž z východu míjí vesnici Civ'on. Za ní přijímá zleva vádí Nachal Civ'on. V oblasti soutoku prochází lesním komplexem les Bar'am a zprava přijímá z prostoru okolo města Džiš vádí Nachal Chalav a Nachal Guš Chalav (poblíž stojí hora Har Pu'a). V následujícím úseku prochází hlubokým zalesněným kaňonem, do kterého od vesnice Bar'am přichází vádí Nachal Bar'am, od vesnice Kerem ben Zimra vádí Nachal Ben Zimra a Nachal Rejchan a od obce Jir'on Nachal Jir'on. Na levé straně údolí lemuje výšina Ramat Bar'am (688 m n. m.), na protější straně vrch Har Rejchan (708 m n. m.) a Har Almon (728 m n. m.).
Nedaleko vesnice Avivim přijímá zleva tok Nachal Aviv, z protější strany Nachal Almon, a pokračuje hluboce zaříznutým údolím k východu. Údolí je zde na severu sevřeno masivem Har Avivim a bočním vrcholem Har Dišon (667 m n. m.). U vesnice Dišon se stáčí k jihovýchodu do hlubokého údolí, které se severu lemují kopce Har Jachmur (549 m n. m.) a Har Cvi (531 m n. m.), na jihu pak strmý sráz masivu Ramat Alma (626 m n. m.). Vádí zde prudce klesá směrem do údolí řeky Jordán, respektive do Chulského údolí, do kterého vstupuje jižně od vesnice Sde Eli'ezer. Před vyústěním do údolí ještě zprava přijímá vádí Nachal Kacijon a Nachal Marot.
Pak pokračuje k východu přímým, regulovaným korytem skrz zemědělsky intenzivně využívanou oblast podél Jordánu, do kterého ústí jihovýchodně od kibucu Chulata. Kvůli využívání vod pro hospodářské účely klesá v Nachal Dišon po část roku průtok na nulu.
Na středním toku je část toku Nachal Dišon a okolního údolí vyhlášena za přírodní rezervaci, kde se na ploše 11 dunamů (1,1 hektaru) rozkládá původní biotop ale i ruiny starého mlýna.